# (29447) Jerzyneyman
(29447) Jerzyneyman (1997 PY2) – planetoida z pasa głównego asteroid okrążająca Słońce w ciągu 3 lat i 280 dni w średniej odległości 2,42 au. Została odkryta 12 sierpnia 1997 roku w przez Paula Combę. Nazwa planetoidy pochodzi od polskiego matematyka Jerzego Spławy-Neymana, od 1938 roku do śmierci przebywającego w Stanach Zjednoczonych.